# 12AX7
La 12AX7, també coneguda amb la seva denominació europea ECC83, és un doble-tríode capaç de produir nivells elevats de guany. Va ser creada per la RCA a Harrison, Nova Jersey, el nom designat durant el període de desenvolupament va ser 4522. Va sortir al mercat el 15 de setembre de 1947, ja amb la nova designació 12AX7. Va ser creada per reemplaçar la 6SL7, un doble-tríode concebut per a l'amplificació de senyal. La 12AX7 és molt utilitzada en aparells d'àudio i això ha permès que sigui una de les poques vàlvules, per a senyals de poca intensitat, que s'ha mantingut en producció ininterrompudament.

## Història
La 12AX7 és, bàsicament, dos tríodes 6AV6 en una sola càpsula. La 6AV6 era una reproducció en miniatura (amb un sol càtode) de la 6SQ7, un doble díode més un tríode, molt usada en aparells de ràdio AM, que al mateix temps era una versió dels antic type 75 dels anys 30.
Actualment la 12AX7 és produïda en diferents versions per dos fabricants a Rússia, Winget C, l'antiga Sveltana, i New Sensor, que produeix vàlvules sota els noms de Sovtek, Electro-Harmonix, Sveltana, Tung-Sol i d'altres marques per las que la companyia té els drets de producció. També es produeixen a la Xina per Shuguang i a Eslovàquia per JJ. La 12AX7 té una producció mundial de 2 milions (xifra aproximada) d'unitats a l'any. La gran majoria utilitzades en amplificadors de guitarra i aparells d'àudio.

## Terminals
1.Ànode (Placa). Tríode 2.
2.Reixa de Control. Tríode 2.
3.Càtode. Tríode 2.

Terminals del doble tríode 12AX7

4.Fils escalfadors per al Tríodes 2.
5.Fils escalfadors per al Tríodes 1.
6.Ànode (Placa). Tríode 1.
7.Reixa de Control. Tríode 1.
8.Càtode. Tríode 1.
9.Càtode comú dels fils escalfadors.

## Aplicació
La 12AX7 és una vàlvula amb molt guany i un corrent de placa baixa, és ideal per l'amplificació de senyals de poca intensitat. És per això que generalment es troba en preamplificadors i etapes mitjanes d'amplificació en aparell d'àudio. Té una capacitació Miller molt elevada, i per això no és recomanable fer-la servir en circuits de ràdio.
Per produir guany, la 12AX7, necessita una resistència de càrrega a la placa (Rp), normalment entre 47kΩ i 470kΩ, amb 100k i 220k sent els valors més comuns. Aquesta resistència connecta la placa del tríode a la font d'alimentació (V+), i necessita ser de 0,5W per tensions inferiors a 350V o 1W quan se supera aquest valor. Com més elevat és el valor de la resistència de placa més guany és produït pel tríode. Malgrat això, la relació entre la resistència de placa i la resistència del càtode (Rk) ha de ser constant. La resistència del càtode prové tensió de polarització negativa a la reixa de control, per això s'ha de mantenir constància en la relació entre Rp i Rk, ja que una tensió de polarització positiva, o manca de tensió de polarització, cremaria el tríode. La resistència del càtode pot ser implementada amb l'ús d'un condensador, el valor d'aquest afecta la resposta de freqüència del tríode, actuant com un filtre passa alts. Com més elevat és el valor del condensador més freqüències baixes són produïdes per l'amplificador, i a l'inrevés.
És necessari un condensador d'acoblament connectat a la sortida de la placa per aturar el corrent continu especificat per 500V. Aquest forma un filtre passa alts amb la impedància d'entrada de la pròxima etapa d'amplificació. La reixa de control ha d'estar connectada a terra a través d'una resistència (Rc), sinó el tríode no funciona, un potenciòmetre es considera una resistència.
| Relació entre Rp, Rk i Guany | Relació entre Rp, Rk i Guany | Relació entre Rp, Rk i Guany | Relació entre Rp, Rk i Guany | Relació entre Rp, Rk i Guany |
| Rp (Ω)                       | V+ = 180Volts                | V+ = 180Volts                | V+ = 300Volts                | V+ = 300Volts                |
| Rp (Ω)                       | Rk (Ω)                       | Av                           | Rk (Ω)                       | Av                           |
| 100K                         | 1k8                          | 40                           | 1k3                          | 45                           |
| 100k                         | 2k                           | 47                           | 1K5                          | 52                           |
| 100k                         | 2K2                          | 52                           | 1K7                          | 57                           |
| 220K                         | 3K                           | 53                           | 2K2                          | 59                           |
| 220K                         | 3K5                          | 59                           | 2K8                          | 65                           |
| 220K                         | 3K9                          | 63                           | 3K1                          | 68                           |
| 470K                         | 5K8                          | 62                           | 4K3                          | 69                           |
| 470K                         | 6K7                          | 66                           | 5K2                          | 73                           |
| 470K                         | 7K4                          | 68                           | 5K9                          | 75                           |
| ---------------------------- | ---------------------------- | ---------------------------- | ---------------------------- | ---------------------------- |

| Freqüència de tall segons els valors de Rk i Ck | Freqüència de tall segons els valors de Rk i Ck | Freqüència de tall segons els valors de Rk i Ck | Freqüència de tall segons els valors de Rk i Ck | Freqüència de tall segons els valors de Rk i Ck |
| Freq (Hz)                                       | Rk (Ω)                                          | Ck (uF)                                         | Rk (Ω)                                          | Ck (uF)                                         |
| 10                                              | 1k5                                             | 106,15                                          | 2k7                                             | 58,97                                           |
| 20                                              | 1k5                                             | 53,07                                           | 2k7                                             | 29,48                                           |
| 40                                              | 1K5                                             | 26,53                                           | 2k7                                             | 14,77                                           |
| 80                                              | 1K5                                             | 13,27                                           | 2k7                                             | 7,37                                            |
| 100                                             | 1K5                                             | 10,61                                           | 2k7                                             | 5,89                                            |
| 200                                             | 1K5                                             | 5,30                                            | 2k7                                             | 2,94                                            |
| 300                                             | 1K5                                             | 3,59                                            | 2k7                                             | 1,96                                            |
| 600                                             | 1K5                                             | 1,76                                            | 2k7                                             | 0,98                                            |
| ----------------------------------------------- | ----------------------------------------------- | ----------------------------------------------- | ----------------------------------------------- | ----------------------------------------------- |

## Doble-tríodes similars
El 12AX7 és el doble-tríode dus més comú dels que utilitzen la base EIA 9A. Gairebé tots tenen fils escalfadors que poden ser usats en series (12,6V a 150mA) o paral·lel (6,3V a 300mA). Algunes d'aquestes vàlvules són intercanviables entre si, com la 12AT7, 12AU7, 12AY7 i la 12AV7. Aquests doble-tríodes varien en la quantitat de guany que poden produir, sent la 12AX7 de les que produeix més guany. D'altres estan dissenyades per produir menys microfonia (transformar vibracions en senyal elèctric) o van ser modificades per aplicacions especialitzades. Altres lletres addicionals han sigut incorporades al nom 12AX7 com pot ser la A o la W, aquestes es fan servir per designar característiques especials. En la majoria dels casos es poden considerar una enganyifa del fabricant.
Malgrat que normalment coneguda a Europa amb la nominació ECC83 han existit altres variants, incloent models de soroll reduït com les 12AX7A, 12AD7, 6681, 7025 i 7729; models similars de fabricació europea com B339, B759, CV492, CV4004, CV8156, CV8222, ECC803, E2164 i M8137, i les versions de guany reduït 5751 i 6851 dissenyades per l'ús en aviació. La E a la designació europea especifica 6,3 V als filaments escalfadors, mentre que el 12 de la designació americana especifica 12,6 V, malgrat que pot ser connectada per funcionar a 6,3 V.
Alguns models similars a la 12AX7:
- 12AU7: (ECC82)18 d'octubre de 1946, doble 6C4, Av=17-20.
- 12AV7: 14 de febrer de 1950, doble 6BC4, Av=37-41.
- 12AY7: (6072) 7 de desembre de 1948, Av=44
- 12AT7: (ECC81) 20 de maig de 1945, doble 6AB4, Av=60.
- 12AD7: 10 d'octubre de 1955, 225 mA al fil escalfador.
- 12AZ7: 2 de març de 1951, 225 mA al fil escalfador Av=60.
- 12DF7: Av=100, microfonia baixa.
- 12DT7: Av=100.
- 12U7: 12 V de tensió a la placa, per ús en automoció. Av=20.